# Further/Deeper
Further/Deeper è il ventiquattresimo album in studio del gruppo musicale australiano The Church, 
pubblicato nel 2014.

## Tracce
1. Vanishing Man – 4:46
2. Delirious – 4:44
3. Pride Before a Fall – 4:19
4. Toy Head – 6:32
5. Laurel Canyon – 4:23
6. Love Philtre – 6:08
7. Globe Spinning – 5:56
8. Old Coast Road – 4:20
9. Lightning White – 6:09
10. Let Us Go – 4:24
11. Volkano – 6:07
12. Miami – 8:38
13. Marine Drive – 3:37
14. The Girl Is Buoyant – 3:51
15. Xmas – 5:34

## Formazione
- Steve Kilbey – voce, basso, tastiera, chitarra
- Peter Koppes – chitarra, organo, piano, percussioni, cori
- Tim Powles – batteria, percussioni, cori
- Ian Haug – chitarra, cori

Altri musicisti
- Caitlin West – voce (tracce 3, 4, 6)
- Shelley Harland – voce (1)
- Frank Kearns – basso Fender a sei corde (6)